# 多罗特娅·霍赫莱特纳
多罗特娅·“特娅”·霍赫莱特纳（德語：Dorothea "Thea" Hochleitner，1925年7月10日—2012年5月11日），奥地利女子高山滑雪运动员。她曾代表奥地利参加1956年冬季奥林匹克运动会高山滑雪比赛，获得女子大回转铜牌。